# Rybníky, Příbram
Rybníky là một làng thuộc huyện Příbram, vùng Středočeský, Cộng hòa Séc.